# Alindao
Alindao este un oraș din Republica Centrafricană.